# NGC 4551
NGC 4551 (również PGC 41963 lub UGC 7759) – galaktyka eliptyczna (E), znajdująca się w gwiazdozbiorze Panny. Odkrył ją William Herschel 17 kwietnia 1784 roku. Należy do Gromady w Pannie.